# Hans Hohenester (Bobfahrer)
Hans Hohenester (* 20. März 1917 in Landshut; † 28. Oktober 2001 in Garmisch-Partenkirchen) war ein deutscher Bobfahrer und Sportfunktionär. 
Hohenester war Mitglied des SC Riessersee. Er gewann bei der Bob-Weltmeisterschaft 1953 im Viererbob in der Besetzung Andreas Ostler, Heinz Wendlinger, Hans Hohenester und Rudi Erben die Silbermedaille. Im Jahr 1954 gewann Hohenester im Viererbob seinen einzigen bundesdeutschen Titel. Er war mit Ostler im Zweierbob auch Teilnehmer der Olympischen Winterspiele 1956 in Cortina d’Ampezzo in Italien und erreichte Platz 8. 
Später wurde Hohenester internationaler Schiedsrichter und war Mitglied der Jury bei den Olympischen Winterspielen 1972 in Sapporo. Von 1964 bis 1980 war er Sportdirektor des Deutschen Bob- und Schlittensportverbandes.